# Le Vent du destin
Le Vent du destin est un recueil de treize nouvelles de Gaston Chérau, paru en 1926. La première de ces nouvelles, et la plus longue, donne son titre au recueil.

## Résumé
Le Vent du destin : Anita est la servante d'une vieille demoiselle ; celle-ci, à sa mort, souhaite que l'héritier de sa maison continue à employer Anita. Quand celui-ci décède à son tour, Anita recueille secrètement son testament mais ne sait pas lire. Un voyageur « charitable » lui apprend que c'est elle la nouvelle héritière. Anita veut faire semblant de découvrir le testament, mais un coup de vent emporte le document. Anita en perd la raison et le fils du voyageur charitable, qui avait réussi à épouser Anita pour son héritage, en est pour un mariage inutile.
Un Apprenti : une jeune femme meurt subitement au domicile de son amant. Entre celui-ci, la mère de sa maîtresse et le médecin, naît une complicité de circonstance pour masquer la vérité et transporte le corps au domicile de la mère, où le décès est officiellement constaté.
Le vieux Lutteur a toujours tout voulu régenter autour de lui. Il s'est même brouillé avec son fils et ne connaît pas ses petits-enfants. Il cherche pourtant à les rencontrer mais son fils, sans le lui refuser, n'annonce pas aux enfants que l'homme est leur grand-père et celui-ci n'ose pas se faire connaître.
Le Retour d'Alsace : ils sont trois, originaires de trois villages du Berry, Bélâbre, Chaillac et Prissac, rassemblés fortuitement par la mobilisation de 1914. Ils aiment à évoquer ensemble les souvenirs de leur pays. Ils restent unis jusque dans la mort, fauchés par le même obus sur le front : ce sont trois lettres identiques adressées aux trois maires des villages qui annoncent leur décès et les trois cercueils reviennent par le même train.
Le Secret : une grand-mère explique à son petit-fils qu'il est parfois difficile de pardonner, mais qu'il le faut. L'enfant a du mal à comprendre jusqu'à ce que, devenu adolescent et sa grand-mère disparue, il découvre qu'elle parlait de l'un de ses fils, qui avait dilapidé l'argent que lui avaient donné ses parents.
Le Criminel vient d'étrangler une cabaretière. Il fuit au hasard, et arrive dans un village où il réussit à se faire embaucher comme journalier. Le remords le tenaille cependant, et il est presque soulagé de pouvoir avouer son crime à son patron, qui vient de lire l'affaire dans la presse.
Vue sur la vie : à l'occasion de jeux d'enfants, une fillette d'une douzaine d'années découvre avec stupeur et épouvante que son père, veuf, a une liaison avec une femme, veuve elle aussi, qui fait partie des personnes régulièrement invitées dans la maison.
La Victime : ce petit homme insignifiant, que tous pensent vivre sous la coupe de son épouse, une belle femme qui a un amant, est pourtant loin d'être naïf. Lorsque sa femme, enceinte des œuvres de son amant, accouche, il prend le prétexte de son émotion pour disparaître toute une nuit. il est en réalité allé faire la fête avec un ami et c'est encore sa femme, finalement inquiète de son absence, qui lui demande pardon pour les tracas qu'elle lui cause.
Dans le métro, un homme croise le regard d'un femme. Le temps du trajet, il imagine leur possible vie de couple au fil des mois puis des années. Quand elle descend de la rame, il la suit : elle aborde un passant et l'entraîne dans un hôte : la Féérie a pris fin.
L'Œuf de Pâques : une femme convainc son amant de lui acheter deux diamants. Elle s'arrange même avec le joaillier pour qu'il les vende moitié prix à l'acheteur : elle paiera la différence. Las, ces diamants sont offerts par son amant à sa femme légitime, et la maîtresse, prise à son propre piège, est obligée de taire sa participation financière à ce « cadeau ».
La Caterole : sous prétexte d'une leçon de français et de sciences naturelles à un membre de l'Académie française qui a osé parler du « terrier » d'un lièvre — l'animal n'en creuse jamais —, le narrateur décrit des scènes de chasse et raconte les mœurs des lièvres et des lapins.
Braco : un jeune enfant est tout fier d'accompagner, pour la première fois, son grand-père et un ami lors d'une séance nocturne de braconnage aux perdrix, pour lui une forme de rite de passage dans le monde des grands.
Bilan : la fin de l'année est propice aux retours sur soi et aux souvenirs. C'est ainsi qu'est contée l'histoire du vieux marquis des Andouettes qui souhaite que ses gens simulent, la nuit de la Saint-Sylvestre, une chasse au loup comme il en a connu étant jeune et qu'il suivra depuis la terrasse de son château. Quand l'équipage revient de la chasse, le marquis est mort sur sa terrasse, plein de ce souvenir heureux.

## Analyse de l'œuvre
Sous le titre Parallèles, Chérau publie en 1925 dans Candide une première version de la nouvelle le Vent du destin. L'année suivante, porté par son élection à l'Académie Goncourt, il la reprend, l'étoffe et la fait paraître dans les Œuvres libres sous le titre Picolo, avant qu'elle ne prenne définitivement place dans le recueil auquel elle donne son nom. Elle est une nouvelle fois remaniée, avec une fin différente, dans l'édition de luxe de 1927 illustrée par Louis Suire.
Le vieux Lutteur est déjà paru isolément dans Le Miroir en 1914.
Le retour d'Alsace est le seul texte de toute l'œuvre de Chérau qui évoque la Première Guerre mondiale, que son auteur a pourtant vécue au plus près. La nouvelle fait l'objet d'une première parution en 1921 dans la revue l'Alsace française.
Dans le Secret — qui sera republié ultérieurement avec un autre titre titre —, Chérau donne à son personnage principal les traits de sa propre grand-mère maternelle pour laquelle il avait eu, enfant, beaucoup d'affection.
Braco est un extrait d'un projet de roman jamais publié pour ne pas rentrer en concurrence avec Raboliot de Maurice Genevoix, paru en 1925. Il sera republié, en même temps que la Caterole, de manière posthume dans les Contes et légendes de Gascogne.

## Éditions
- Le Vent du Destin, Paris, Plon, 1926, 246 p.
- Le Vent du Destin  (ill. Louis Suire), La Rochelle, Impressions d'art de Jean Foucher, 1927, 95 feuillets non paginés (tirage limité à 400 exemplaires).

## Pour en savoir plus